# Beth Din

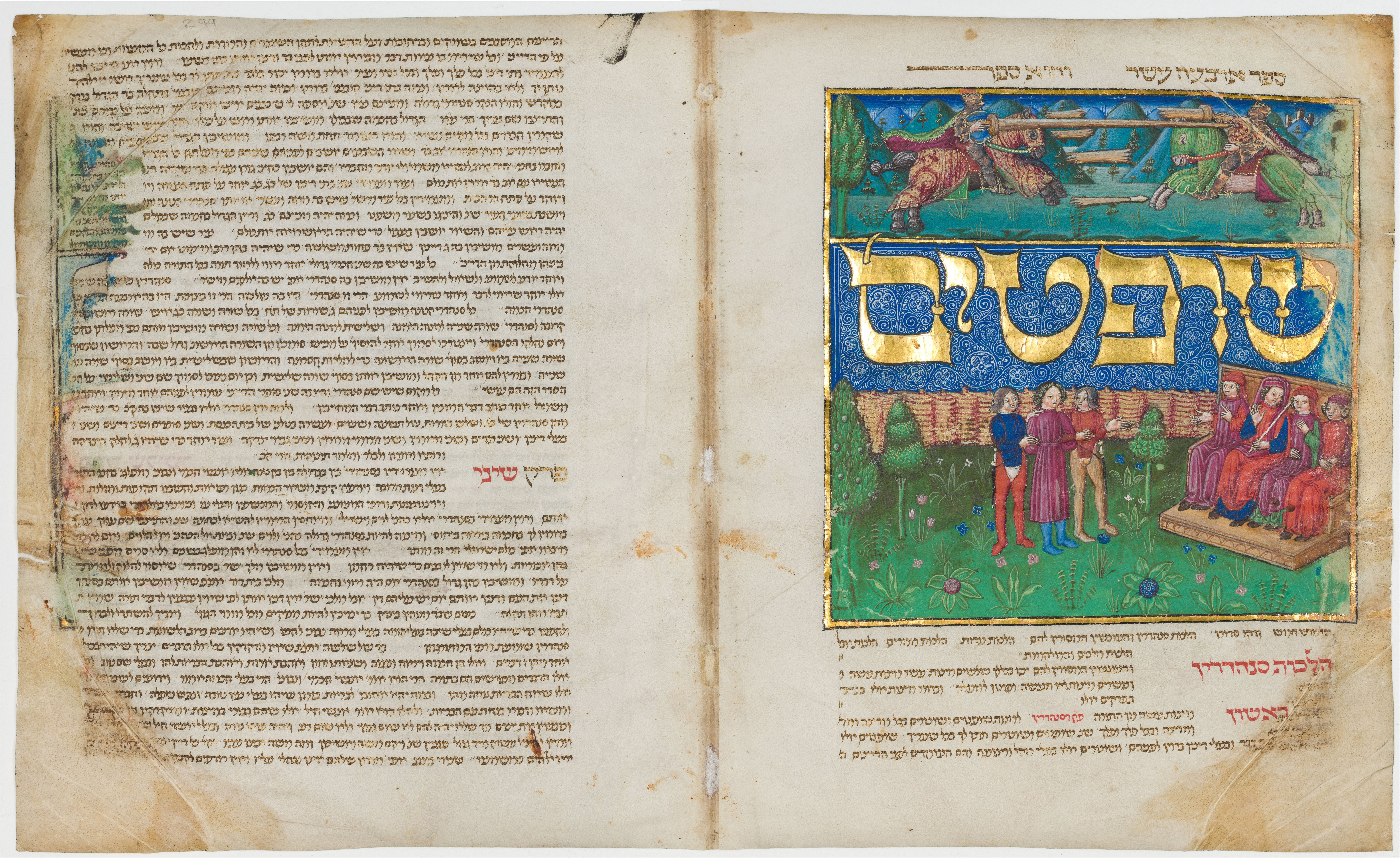
Pagina della Mishneh Torah di Maimonide: la miniatura illustra una sessione del Beth Din con quattro giudici assisi

Beth Din (in ebraico: בית דין "casa del giudizio"; plurale Battei Din) è un tribunale rabbinico della religione ebraica. Nei tempi antichi era l'elemento costitutivo del sistema giuridico in Terra biblica di Israele. Oggi è investito di alcuni poteri giuridici in una serie di questioni religiose (din Torah, "la materia del contenzioso", plurale dinei Torah) sia in Israele sia nelle comunità ebraiche nella Diaspora ebraica dove le sue sentenze possono contenere vari gradi di autorità (a seconda della materia di giurisdizione e soggetto) in materia specificamente connessa con la vita religiosa ebraica, ad esempio per ghiur, matrimoni o divorzi.

## Valore storico

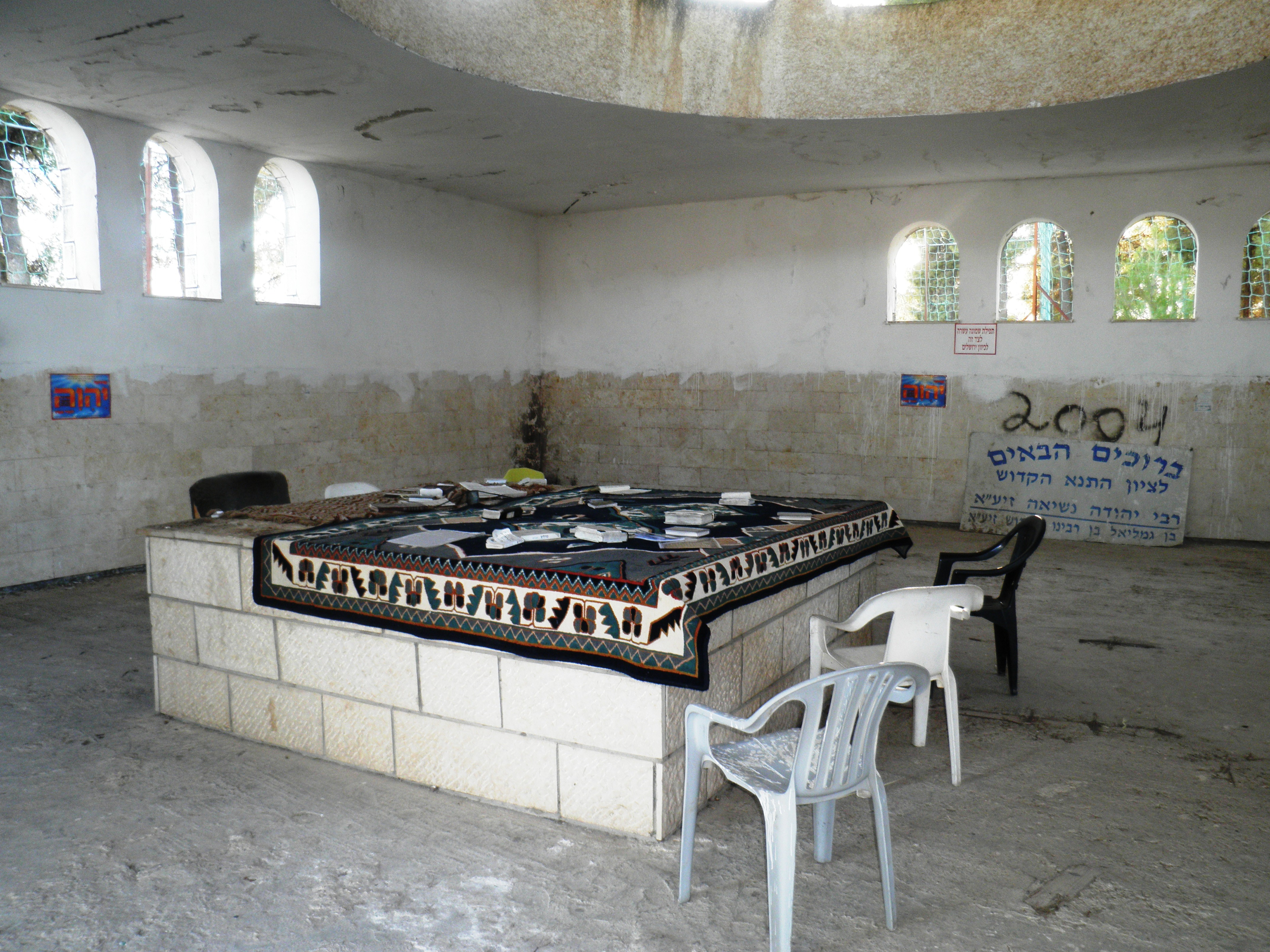
Beth Din del saggio amora Judah II (III secolo)

Commentatori affermano che la prima menzione nella Torah che un sovrano debba di mettere i propri poteri giuridici e delegarli a tribunali venne fatta a Mosè da Ietro (Esodo 18:14-26). Tale situazione fu ufficializzata in seguito, quando Dio pronunciò l'esplicito comandamento: "Ti costituirai giudici e scribi in tutte le città che il Signore tuo Dio ti dà, tribù per tribù; essi giudicheranno il popolo con giuste sentenze." (Duteronomio 16:18).
Esistevano tre tipi di tribunale (Mishnah, Trattato Sanhedrin 1:1-4 e 1:6):
- Il Sinedrio, gran tribunale centrale, sul Monte del Tempio a Gerusalemme, con 71 membri
- Tribunali inferiori, chiamati Sanhedrin Ketana ("Piccoli Sinedri"), con 23 membri. Questi tribunali potevano sentenziare verdetti di morte ed erano a due livelli, uno più elevato dell'altro:
  - Le città principali  delle tribù avevano un tribunale di 23 membri
  - Tutte le città di grandezza minima (dai 120 ai 230 abitanti) dovevano avere un tribunale di 23 membri, che cadeva sotto la giurisdizione del tribunale tribale
- Il tribunale più piccolo dei tre si trovava in villaggi con una popolazione inferiore alle 120 persone. Qualsiasi tribunale più ristretto (tra cui il tribunale di tre laici) non poteva giudicare e/o promulgare verdetti vincolanti, affrontando solo questioni pecuniarie.[3]

La partecipazione a questi tribunali richiedeva la semikhah classica, cioè la trasmissione del potere giudiziario in una linea ininterrotta a partire da Mosè. Dalla distruzione del Tempio di Gerusalemme nel 70 e.v., o al più tardi dall'abolizione della posizione di Nasi ("Presidente del Sinedrio") nel 425 e.v., la trasmissione della semikhah venne sospesa. I tentativi del XVI secolo per reintegrare tale funzione non ebbero successo; Rabbi Yosef Karo fu uno dei recipienti di questo tipo di semikhah.
Mishnah e Talmud distinguono tra questioni rituali o penali e le questioni monetarie (issurim e mamonoth) e per loro impongono regole diverse, con limitazioni molto più rigorose per i procedimenti penali in generale. I tribunali in passato sentenziavano in entrambi i tipi di casi. Qualsiasi questione che non poteva essere risolta da un tribunale inferiore veniva trasmessa ad un tribunale superiore. Se il Sinedrio era ancora incerto, si invocava un pronunciamento divino che veniva richiesto mediante lo Urim ve-Tumim (la pergamena nel pettorale del Sommo Sacerdote, che era iscritta con il Nome di Dio e poteva dare rivelazioni soprannaturali).
Data la sospensione della semikhah classica, eventuali Battei Din esistenti in epoca medievale o moderna è in teoria una corte di laici in qualità di arbitri. In pratica a questi sono dati maggiori poteri dalle  takkanot ha-kahal locali (normative comunitarie) e sono generalmente composti da rabbini esperti. Istituti moderni di formazione, soprattutto in Israele, conferiscono una qualifica di dayan (giudice religioso), che è superiore alla normale qualifica rabbinica.
Sebbene normalmente un Beth Din ortodosso richieda un minimo di tre ebrei eruditi ed esperti di Halakhah (Legge ebraica), nelle nuove comunità e con le nuove esigenze, quando una ricerca approfondita di membri si rivela infruttuosa, l‘Halakhah prevede che anche un solo ebreo ortodosso possa formare un Beth Din, poiché ogni comunità ortodossa è tenuta a creare il proprio Beth Din.

## Situazione corrente

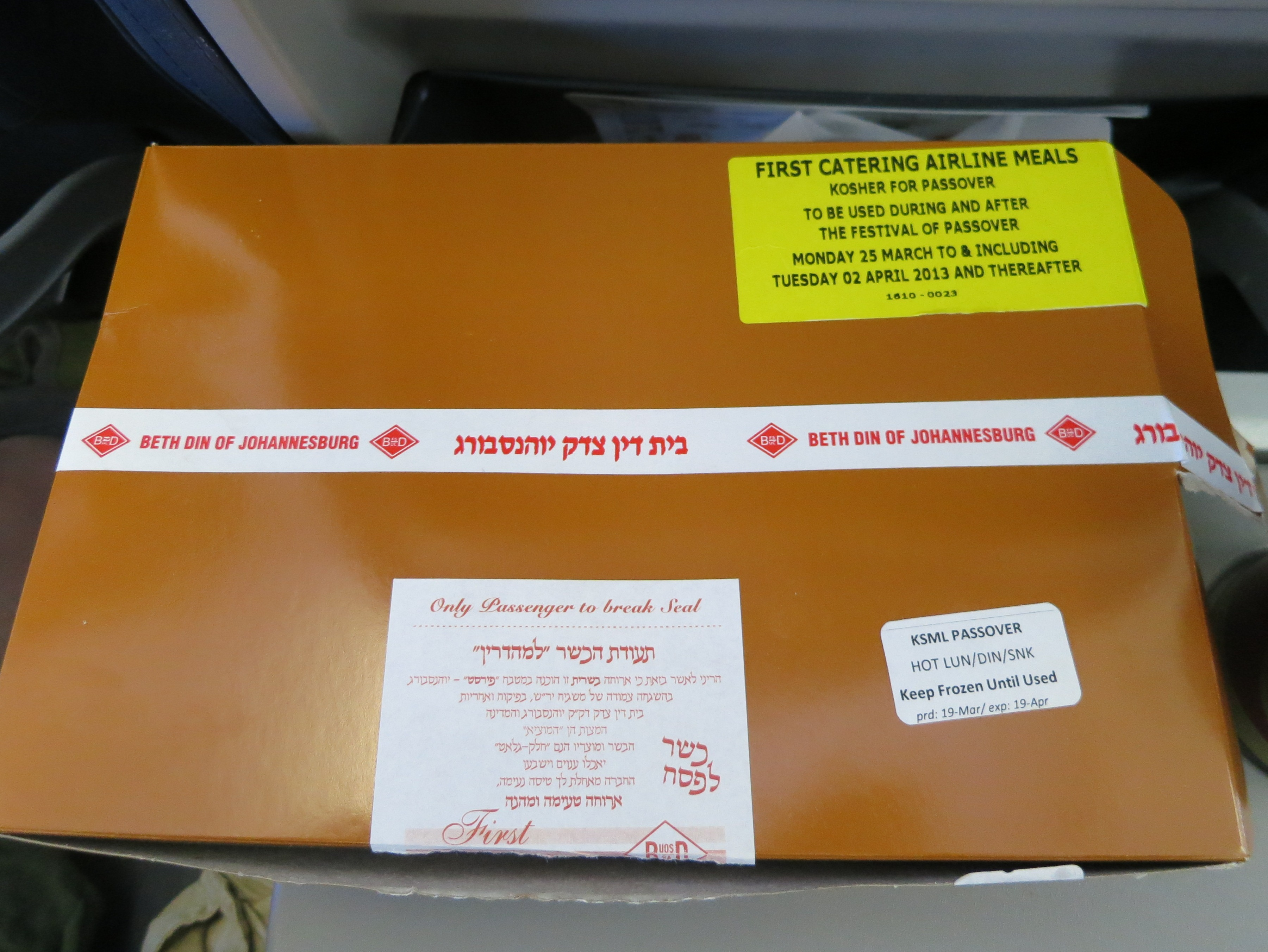
Pasto kosher approvato dal Beth Din di Johannesburg

Nell'Ebraismo ortodosso, un Beth Din consiste di tre uomini ebrei osservanti, dove almeno uno di questi possegga una conoscenza approfondita della Legge ebraica (Halakhah), in modo da essere capace di istruire gli altri membri in qualsiasi materia giuridica pertinente al caso in esame. Nelle comunità progressiste anche le donne possono partecipare come membri del Beth Din.
In pratica, un Beth Din permanente sarà composto da tre rabbini, mentre un Beth Din per una questione occasionale (come ad esempio la verifica dei voti religiosi) non necessariamente deve consistere di rabbini. Un Beth Din che gestisce casi che comportano questioni pecuniarie complesse o organizzazioni comunitarie di grandi dimensioni richiede "giudici" (dayanim, singolare di dayan) in possesso di un ulteriore semikhah (yadin yadin), che permette loro di partecipare a tale Beth Din e giudicare casi complessi inclusivi di clausole di diritto molto tecniche.
Si convoca un Beth Din per le seguenti materie:
- Convalida dei documenti religiosi di divorzio (Ghet, plur. Gittin).
- Certificazione Kosher di ristoranti e produttori alimentari (Hechsher).
- Esame dei shochetim e controllo degli ispettori shechitah.
- Conversioni all'Ebraismo con almeno un membro della corte che sia un rabbino esperto sulle leggi di conversione.
- Supervisione della costruzione e manutenzione di una mikveh (vasca rituale).
- Determinazione di "condizione personale" (vale a dire: se qualcuno sia o meno ebreo secondo l'Halakhah).
- L'autorizzazione e la vigilanza dei mohelim.
- Le questioni relative alle pratiche di sepoltura e di lutto.

Un Beth Din è talvolta usato all'interno della comunità ortodossa per risolvere controversie civili, poiché lo Shulkhan Arukh afferma che le cause civili devono essere risolte da religiosi invece che da tribunali secolari (arka`oth). Le società occidentali moderne sempre più permettono che le controversie civili siano risolte con arbitrato privato, consentendo agli ebrei religiosi di stipulare accordi che prevedono l'arbitrato di un dato Beth Din in caso di disputa. Con questo dispositivo, le regole, procedure e giudizi del Beth Din sono accettati e possono essere applicati dai tribunali secolari nello stesso modo di quelli di una associazione laica di arbitrato. Tuttavia, le decisioni dei tribunali religiosi non possono essere vincolanti senza previo accordo di entrambe le parti, altrimenti sono ritenute soltanto mediative.

## Funzionari del Beth Din
Un grande Beth Din può avere i seguenti funzionari:
- Av Beth Din (אב בית דין, letteralmente "Padre del Tribunale", abbreviato אב"ד/ABD) è il giurista più anziano, che può unirsi nell'aggiudicazione di casi o consigliare i dayanim in corte. L‘Av Beth Din di solito è un rabbino altamente rispettato e un posek, che può pronunciare responsa. Tradizionalmente, il rabbino stipendiato della comunità ebraica locale officia come Av Beth Din
- Rosh Beth Din (ראש בית דין, letteralmente "Capo del Tribunale", abbreviato רב"ד) equivale al presidente della Corte suprema. È il membro più anziano del panel di tre giudici. In tribunali minori l‘Av Beth Din officia anche come Rosh.
- Dayan (דיין, giudice rabbinico, plurale: dayanim) siede nel gruppo e aggiudica i casi. Un giudice rabbinico può esaminare e interrogare direttamente i testimoni.
- Chaver Beth Din (חבר בית דין, "Amico della corte", Amicus curiae) è un consigliere interno al tribunale. Egli può apportare competenze specialistiche al Beth Din. Spesso uno chaver è egli stesso un dayan con formazione in diritto civile o scienza, che può condividere la sua esperienza e le sue prospettive con il tribunale. Ad esempio, alcuni Battei Din che si occupano di questioni riguardanti la Shechitah (macellazione rituale) possono avere uno chaver specialista in medicina veterinaria o scienza della carne per assistere il tribunale come un perito.[3]

## Leggi in Italia
Il Beth Din opera in autonomia e coscienza un discernimento spirituale dei candidati, valutando caso per caso se esistono prove  ragionevolmente certe di un'accettazione della Mitzvot, radicata nella persona e duratura nel tempo.

Può inoltre presentare in pubblico un programma di studio preparatorio al ghiur.